# لالایی برای پی
لالایی برای پی (به انگلیسی: Lullaby for Pi) فیلمی محصول سال ۲۰۱۰ و به کارگردانی بنوئیت فیلیپون است. در این فیلم بازیگرانی همچون روپرت فرند، کلمانس پوئزی، فارست ویتاکر و سارا وین کالیز ایفای نقش کرده‌اند.